# Hoppenlaufriedhof
O Hoppenlaufriedhof é o mais antigo ainda preservado cemitério de Stuttgart, localizado no distrito municipal de Stuttgart-Mitte.
A Denkmalstiftung Baden-Württemberg nomeou o Hoppenlaufriedhof Monumento do Mês de novembro de 2015.

## Cemitério geral

### História
O cemitério foi fundado em 1626 com o nome Spitalfriedhof após uma doação de terreno por Johann Kercher. Em 1628 Kercher foi o primeiro a ser sepultado no cemitério; até 1824 o cemitério continha aproximadamente 7000 sepulturas. Recebeu seu nome atual em 1828. O último sepultamento em terra ocorreu em 1880. O cemitério tem uma parte própria judaica, que foi fechada em 1882. Em 1951 ocorreu o último sepultamento em urna (cinzas), sendo então o cemitério fechado definitivamente para sepultamentos.
De junho de 2014 até 2020 devem ser restauradas as 1674 sepulturas ainda identificáveis.

### Sepulturas

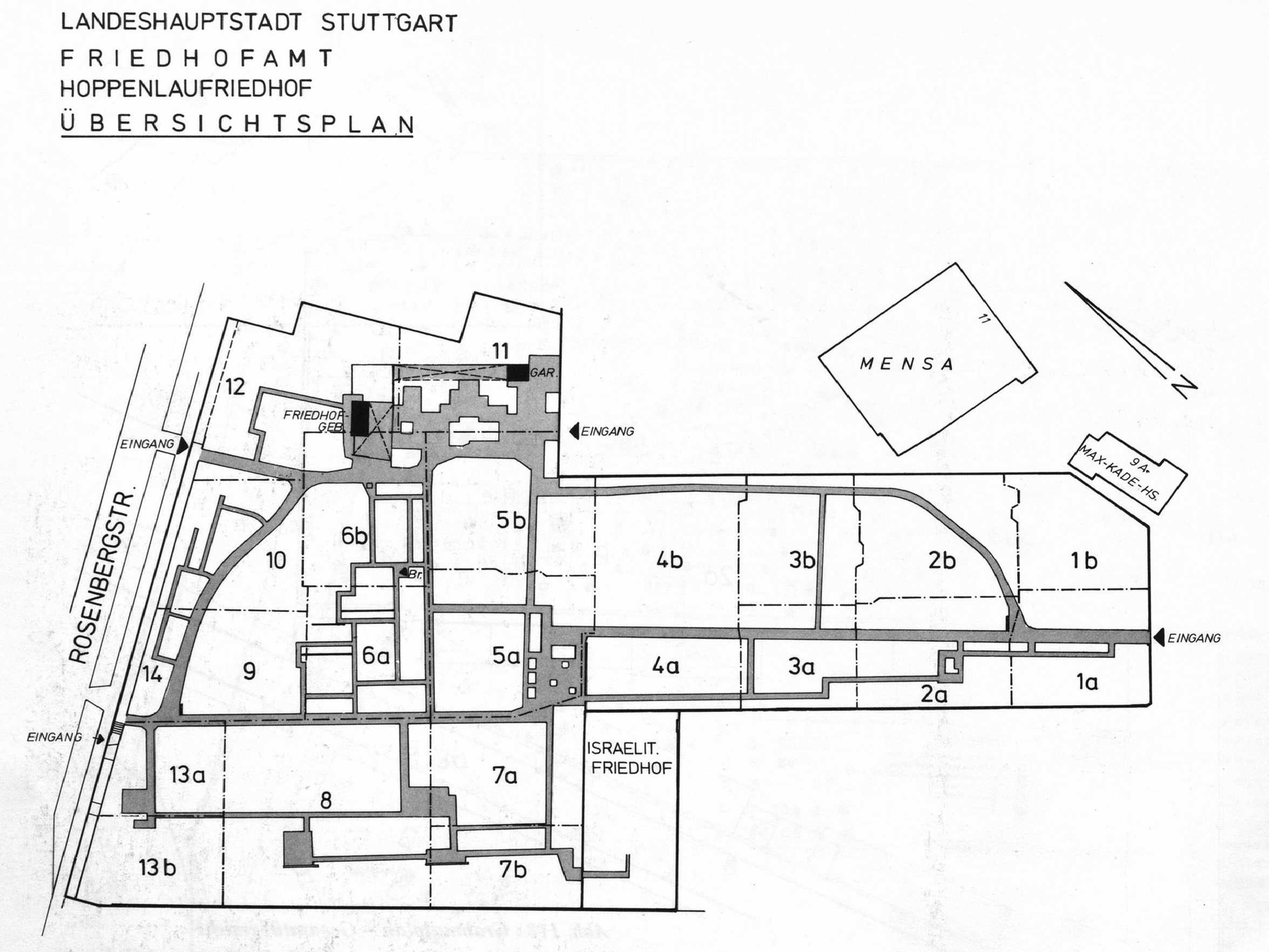
Plano da seção Coluna #
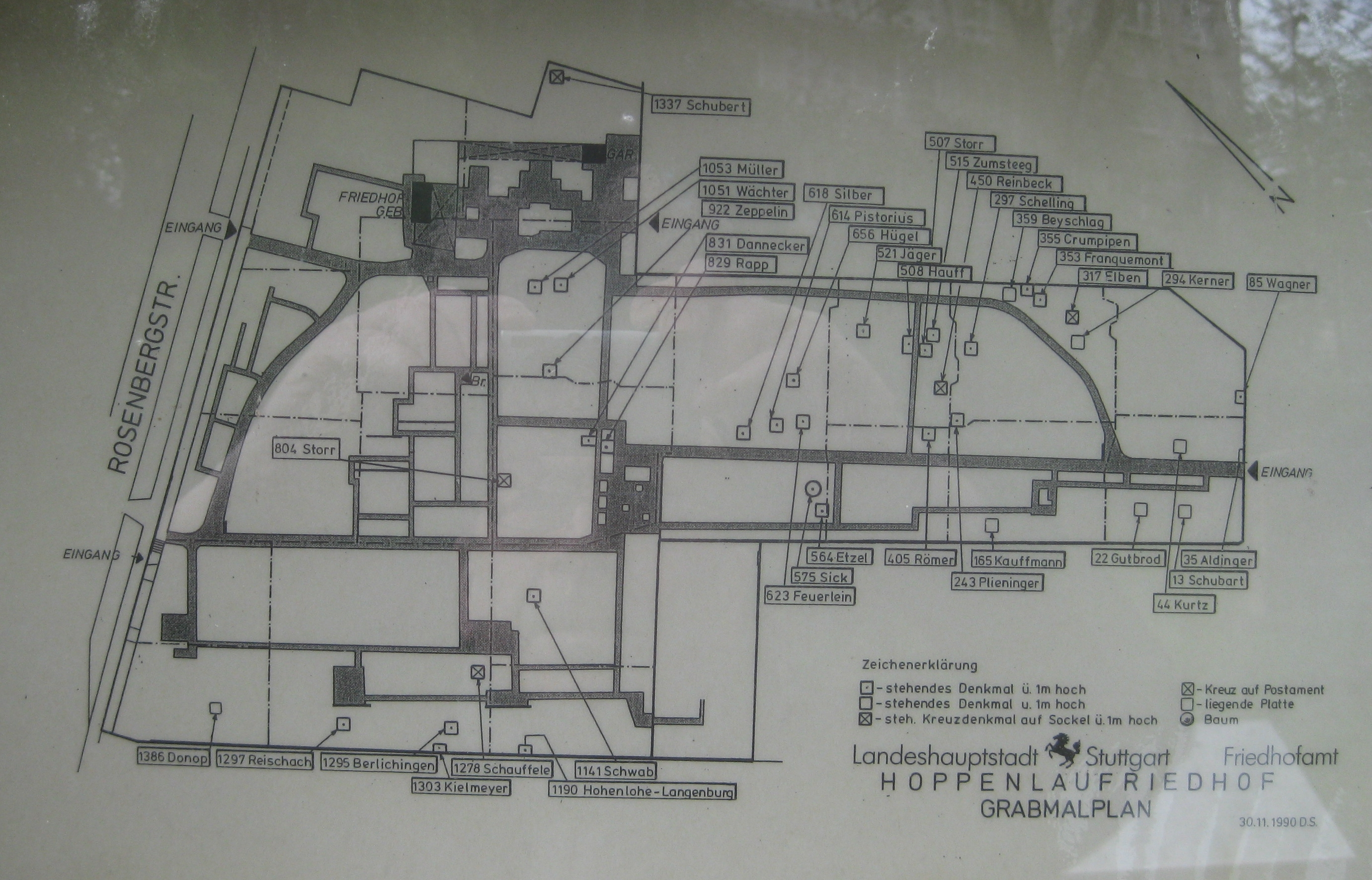
Mapa de localização (Aushangplan)[2] Coluna A
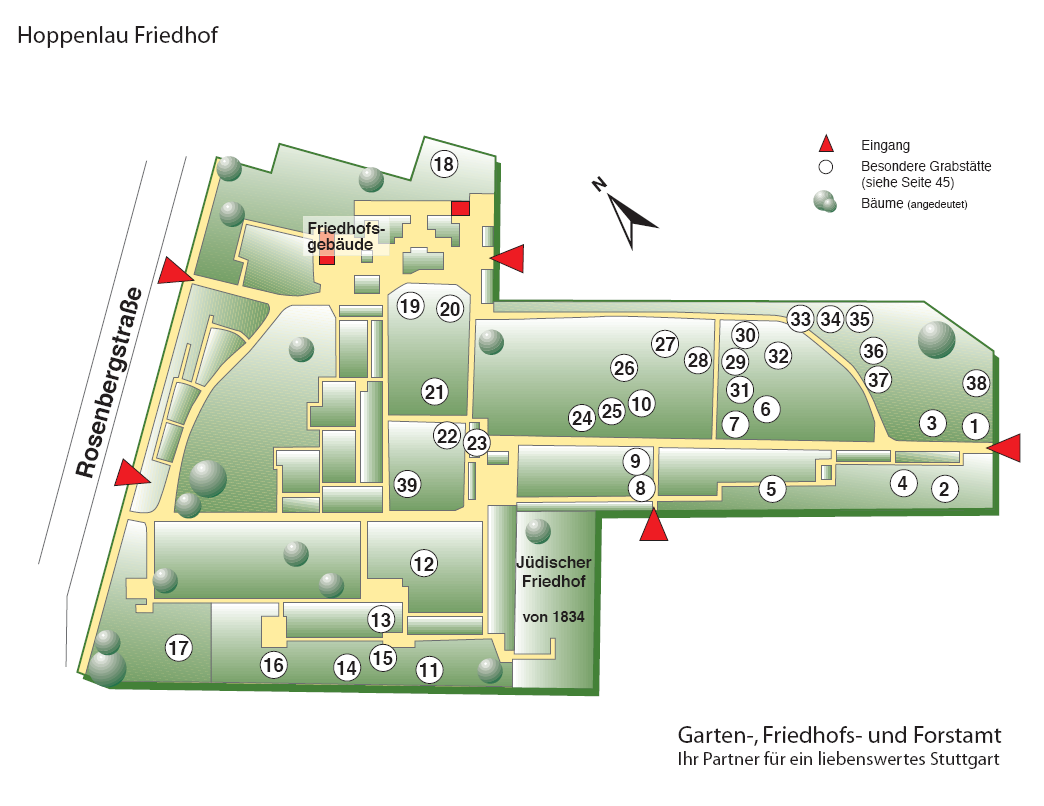
Mapa do cemitério[3] Coluna F
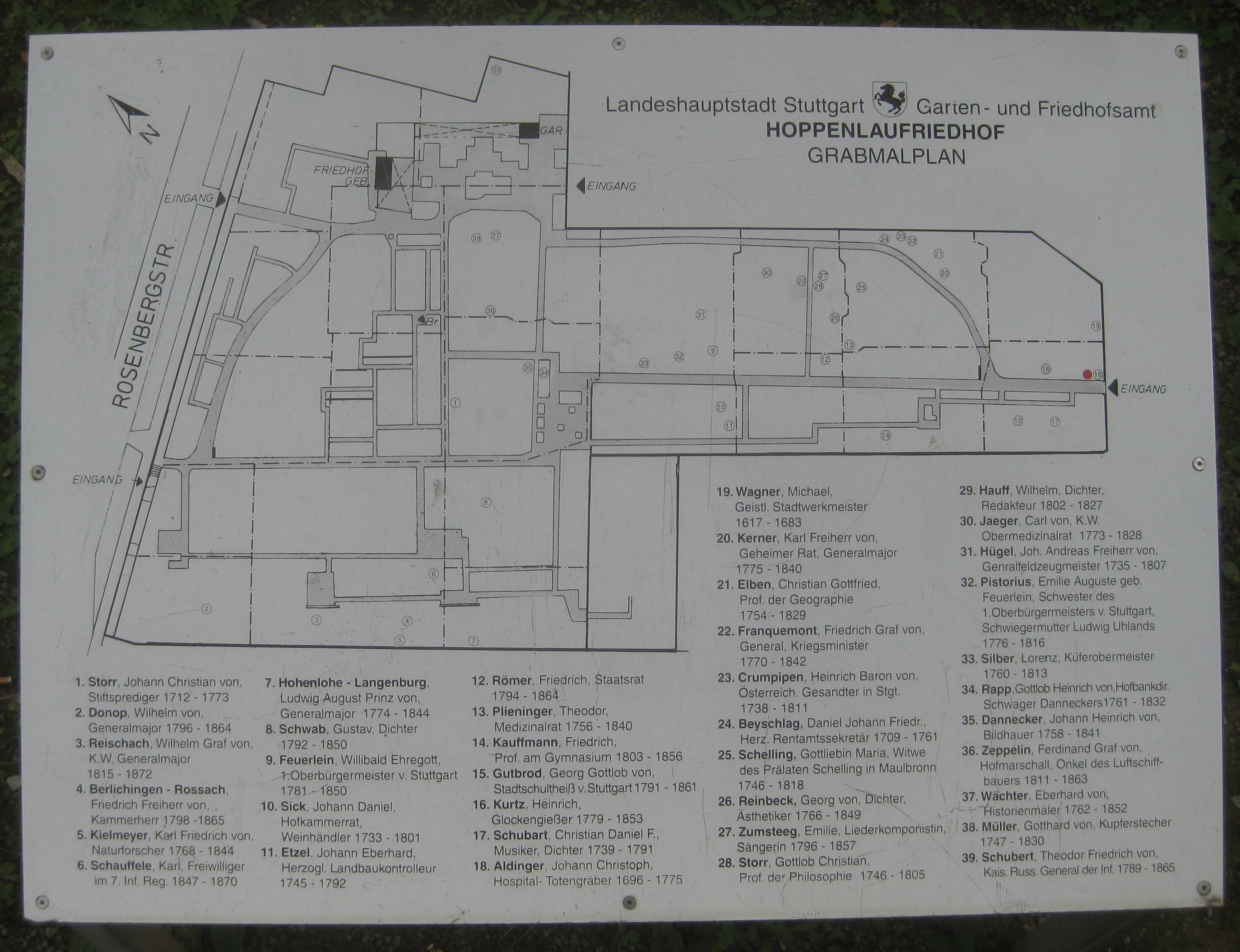
Placa identificatória (Hinweistafel)[4] Coluna H
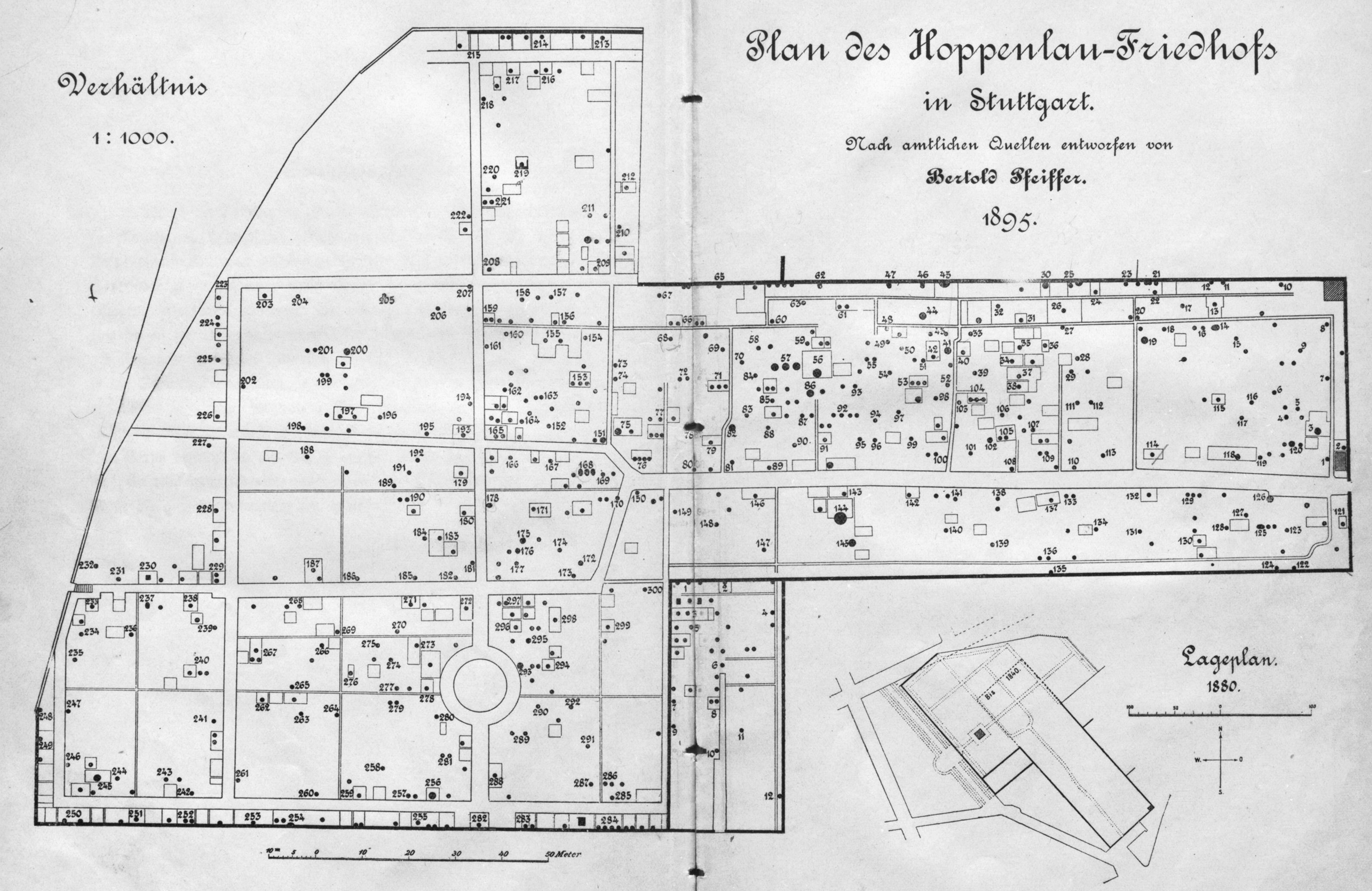
Pfeiffer-Plan[5] Coluna Pf

| → Legenda das colunas e classificação | |
| Legenda | |
| \| # \| Número da seção na qual está localizada a sepultura. Local da seção: ver #Klöpping 1991, página 227. \| \| P \| Sepultura de uma personalidade Proeminente. \| \| K \| Sepultura com uma obra de arte (Kunstwerk) ou sepultura marcante por outro motivo. \| \| * \| Ano de nascimento. \| \| † \| Ano de morte. \| \| A \| Número da sepultura no mapa de localização (Aushangplan). \| \| F \| Número de uma sepultura especial no mapa colorido (farbiger Friedhofsplan). \| \| H \| Número de uma sepultura especial na placa identificatória (Hinweistafeln). \| \| Pf \| Número de sepultura no Pfeiffer-Plan. \| | |
| Organização | |
| - Eine Spalte sortieren: das Symbol im Spaltenkopf anklicken. Spalte Grab/Künstler: Sortierung nach dem Familiennamen. - Nach einer weiteren Spalte sortieren: Umschalttaste gedrückt halten und das Symbol anklicken. - Anfangssortierung: nach dem Familiennamen in der Spalte Grab. | |
| # | Número da seção na qual está localizada a sepultura. Local da seção: ver #Klöpping 1991, página 227. |
| P | Sepultura de uma personalidade Proeminente.                                                          |
| K | Sepultura com uma obra de arte (Kunstwerk) ou sepultura marcante por outro motivo.                   |
| * | Ano de nascimento.                                                                                   |
| † | Ano de morte.                                                                                        |
| A | Número da sepultura no mapa de localização (Aushangplan).                                            |
| F | Número de uma sepultura especial no mapa colorido (farbiger Friedhofsplan).                          |
| H | Número de uma sepultura especial na placa identificatória (Hinweistafeln).                           |
| Pf | Número de sepultura no Pfeiffer-Plan.                                                                |

| Imagem                                                                          | #  | P | K | Sepultura | *    | †    | Artista                                                                                       | A       | F  | H  | Pf  |
| ------------------------------------------------------------------------------- | -- | - | - | --- | ---- | ---- | --------------------------------------------------------------------------------------------- | ------- | -- | -- | --- |
|                                                                                 |    |   | K | Andreas Ludwig Aldinger, identificador de marcos fronteiriços (Felduntergänger) | 1821 | 1865 |                                                                                               | 287     |    |    | 29  |
|                                                                                 |    |   |   | Johann Christoph Aldinger, cavador de sepulturas de hospital | 1696 | 1775 |                                                                                               |         | 1  | 18 |     |
|                                                                                 |    | P |   | Wassilij Athanasieff, capelão e fundador da igreja russa ortodoxa em Stuttgart | 1788 | 1823 |                                                                                               | 635     |    |    | 88  |
|                                                                                 |    |   | K | Jacob Friedrich Autenrieth | 1740 | 1800 |                                                                                               | 197     |    |    | 108 |
|                                                                                 |    |   | K | Jacob Friedrich Autenrieth, fotografia ca. 1913 | 1740 | 1800 |                                                                                               | 197     |    |    | 108 |
|                                                                                 |    |   | K | Jacob Friedrich Autenrieth, imagem antes de 1907 | 1740 | 1800 |                                                                                               | 197     |    |    | 108 |
|                                                                                 |    | P |   | Ludwig Amandus Bauer, poeta | 1803 | 1846 |                                                                                               |         |    |    |     |
|                                                                                 |    | P |   | Friedrich Freiherr von Berlichingen-Rossach, camareiro | 1798 | 1865 |                                                                                               |         | 15 | 4  |     |
|                                                                                 |    | P |   | Daniel Johann Friedrich Beyschlag, secretário do departamento de aposentadoria do ducado | 1709 | 1761 |                                                                                               |         | 33 | 24 |     |
|                                                                                 |    |   | K | Eberhard Friedrich Bilfinger | 1783 | 1824 |                                                                                               | 585     |    |    | 143 |
|                                                                                 |    |   | K | Eberhard Friedrich Bilfinger, fotografia ca. 1913 | 1783 | 1824 |                                                                                               | 585     |    |    | 143 |
|                                                                                 |    |   | K | Konrad Gottlieb Braun, hospedeiro do grão-duque, imagem antes de 1907 | 1745 | 1814 |                                                                                               |         |    |    |     |
|                                                                                 |    | P |   | Johann Friedrich Cotta, editor | 1764 | 1832 |                                                                                               |         |    |    |     |
|                                                                                 |    | P | K | Heinrich Baron von Crumpipen, embaixador austríaco em Stuttgart, fotografia ca. 1913 | 1738 | 1811 |                                                                                               |         | 34 | 23 | 25  |
|                                                                                 |    | P | K | Johann Heinrich von Dannecker, escultor, com suas mulheres Heinrike Charlotte nascida Rapp e Auguste Friederike nascida Kolb | 1758 | 1841 |                                                                                               | 831     | 22 | 35 | 168 |
|                                                                                 |    | P | K | Johann Heinrich von Dannecker, escultor, fotografia ca. 1913 | 1758 | 1841 |                                                                                               | 831     | 22 | 35 | 168 |
|                                                                                 |    | P |   | Wilhelm von Donop, major-general | 1796 | 1864 |                                                                                               |         | 17 | 2  |     |
|                                                                                 |    | P |   | Karl August Friedrich von Duttenhofer, engenheiro hidráulico | 1758 | 1836 |                                                                                               | 485     |    |    | 39  |
|                                                                                 |    | P |   | Luise Duttenhofer, artista em corte de papel (Scherenschneiderin) | 1776 | 1829 |                                                                                               | 485     |    |    | 39  |
| Ficheiro:Hoppenlaufriedhof, Wilhelmine Duvernoy nascida Renner.jpg              |    |   | K | Wilhelmine Duvernoy nascida Renner | 1794 | 1871 |                                                                                               | 140     |    |    | 14  |
|                                                                                 |    |   | K | Wilhelmine Duvernoy nascida Renner, fotografia ca. 1913 | 1794 | 1871 |                                                                                               | 140     |    |    | 14  |
|                                                                                 |    | P |   | Christian Gottfried Elben, editor do Schwäbischer Merkur | 1754 | 1829 |                                                                                               |         | 36 | 21 |     |
|                                                                                 |    | P | K | Gottlieb Christian Eberhard von Etzel, real conselheiro superior de construções de württemberg | 1784 | 1840 |                                                                                               | 275     |    |    | 145 |
|                                                                                 |    | P | K | Gottlieb Christian Eberhard von Etzel, esboço anterior a 1890 | 1784 | 1840 |                                                                                               | 275     |    |    | 145 |
|                                                                                 |    | P | K | Gottlieb Christian Eberhard von Etzel, fotografia ca. 1913 | 1784 | 1840 |                                                                                               | 275     |    |    | 145 |
|                                                                                 |    | P |   | Johann Eberhard Etzel, herzoglicher Landbaukontrolleur | 1745 | 1792 |                                                                                               |         | 8  | 11 |     |
|                                                                                 |    | P |   | Willibald Feuerlein, erster Stuttgarter Oberbürgermeister, Landtagsabgeordneter, jurista | 1781 | 1850 |                                                                                               | 623     | 10 | 9  | 91  |
|                                                                                 |    | P |   | Friedrich Graf von Franquemont, general, Ministro da Guerra de Württemberg | 1770 | 1842 |                                                                                               |         | 35 | 22 |     |
|                                                                                 |    |   |   | Wilhelm Goes, fotografia ca. 1913 | 1789 | 1849 |                                                                                               | 358     |    |    | 30  |
|                                                                                 |    |   |   | Karl Gok, Hofdomänenrat, meio-irmão de Friedrich Hölderlin | 1776 | 1849 |                                                                                               |         |    |    | 296 |
|                                                                                 |    | P |   | Georg Gottlob von Gutbrod, zweiter Stuttgarter Oberbürgermeister | 1791 | 1861 |                                                                                               |         | 4  | 15 |     |
|                                                                                 |    | P | K | Karl Härlin genannt Tritschler, Obertribunalrat | 1749 | 1830 | Ludwig Mack, Hochrelief einer stehenden Trauernden                                            | 784     |    |    | 175 |
|                                                                                 |    | P | K | Karl Härlin genannt Tritschler, Obertribunalrat, Foto 1912 | 1749 | 1830 | Ludwig Mack, Hochrelief einer stehenden Trauernden                                            | 784     |    |    | 175 |
|                                                                                 | 3b | P |   | August von Hartmann, Beamter und Hochschullehrer. Grabmal esquerda: Georg Reinbeck, Grabmal Mitte: August von Hartmann, Mariette Hartmann nascida Dannenberger, Julie Hartmann, Grabmal direita: Emilie Reinbeck                          | 1764 | 1849 |                                                                                               |         |    |    | 104 |
|                                                                                 |    |   | K | Friedrich Ernst von Hartmann, fotografia ca. 1913 | 1766 | 1820 |                                                                                               | 487     |    |    | 41  |
|                                                                                 | 3b | P |   | Julie Hartmann, Tochter von August von Hartmann. Grabmal esquerda: Georg Reinbeck, Grabmal Mitte: August von Hartmann, Mariette Hartmann nascida Dannenberger, Julie Hartmann, Grabmal direita: Emilie Reinbeck                           | 1795 | 1869 |                                                                                               |         |    |    | 104 |
|                                                                                 | 3b | P |   | Mariette Hartmann nascida Dannenberger, Frau von August von Hartmann. Grabmal esquerda: Georg Reinbeck, Grabmal Mitte: August von Hartmann, Mariette Hartmann nascida Dannenberger, Julie Hartmann, Grabmal direita: Emilie Reinbeck      | 1766 | 1832 |                                                                                               |         |    |    | 104 |
|                                                                                 |    | P |   | Hermann Hauff, Redakteur | 1800 | 1865 |                                                                                               |         |    |    |     |
|                                                                                 |    | P | K | Wilhelm Hauff, escritor | 1802 | 1827 |                                                                                               | 508     | 28 | 29 | 41  |
|                                                                                 |    | P |   | Friedrich Haug, poeta, Bibliothekar | 1761 | 1829 |                                                                                               | 306     |    |    | 27  |
|                                                                                 |    | P | K | Johann Eberhard Heigelin, Goldschmied und Hofjuwelier, esboço anterior a 1890 | 1734 | 1812 | Antonio Isopi                                                                                 | 691     |    |    | 57  |
|                                                                                 |    |   | K | Paul Achatius Helfferich, Buchbinder, esboço anterior a 1890 | 1716 | 1774 |                                                                                               | 45      |    |    | 119 |
|                                                                                 |    |   | K | Dorothea Friederike Herzog nascida Krauss, fotografia ca. 1913 | 1792 | 1834 |                                                                                               | 1030    |    |    | 65  |
|                                                                                 |    | P |   | Ludwig August Prinz von Hohenlohe-Langenburg, major-general | 1774 | 1844 |                                                                                               |         | 11 | 7  |     |
|                                                                                 |    | P | K | Johann Andreas Freiherr von Hügel, Generalfeldzeugmeister | 1735 | 1807 |                                                                                               | 656     | 26 | 31 | 86  |
|                                                                                 |    | P | K | Johann Andreas Freiherr von Hügel, Generalfeldzeugmeister, fotografia ca. 1913 | 1735 | 1807 |                                                                                               | 656     | 26 | 31 | 86  |
|                                                                                 |    |   |   | Christian Friedrich von Jacobi, fotografia ca. 1913 | 1759 | 1812 |                                                                                               | 73      |    |    | 117 |
|                                                                                 |    | P |   | Carl von Jaeger, Obermedizinalrat | 1773 | 1828 |                                                                                               |         | 27 | 30 |     |
|                                                                                 |    | P |   | Ernst Friedrich Kauffmann, compositor, professor ginasial | 1803 | 1856 |                                                                                               |         | 5  | 14 |     |
|                                                                                 |    |   | K | Georg Heinrich Keller der Ältere, fotografia ca. 1926 | 1775 | 1831 | Philipp Jakob Scheffauer?, Skulptur einer stehenden Trauernden, die sich auf eine Urne stützt | 61/62A  |    |    | 3   |
|                                                                                 |    |   | K | Georg Heinrich Keller der Ältere, fotografia ca. 1926 | 1775 | 1831 | Philipp Jakob Scheffauer?, Skulptur einer stehenden Trauernden, die sich auf eine Urne stützt | 61/62A  |    |    | 3   |
|                                                                                 |    |   | K | Jacob Heinrich Keller, fotografia ca. 1913 | 1747 | 1817 |                                                                                               | 63      |    |    | 3   |
|                                                                                 |    | P |   | Karl von Kerner, Geheimer Rat, major-general | 1775 | 1840 |                                                                                               |         | 37 | 20 |     |
|                                                                                 |    | P |   | Georg Christian Kessler, Gründer der ersten deutschen Sektkellerei | 1787 | 1842 |                                                                                               |         |    |    |     |
|                                                                                 |    | P |   | Emil Keßler, Ingenieur | 1813 | 1867 |                                                                                               |         |    |    |     |
|                                                                                 |    | P |   | Carl Friedrich Kielmeyer, Mediziner, Naturforscher und Chemiker | 1765 | 1844 |                                                                                               |         | 14 | 5  |     |
|                                                                                 |    | P |   | Christian von Knapp, württembergischer Finanzminister von 1850 bis 1861. | 1800 | 1861 |                                                                                               |         |    |    |     |
|                                                                                 |    | P |   | August Friedrich von Köstlin, württembergischer Staatsrat und Konsistorialpräsident | 1792 | 1873 |                                                                                               |         |    |    |     |
|                                                                                 |    | P |   | Karl Heinrich Gotthilf von Köstlin, Mediziner und Reformer der klinischen Psychiatrie in Württemberg | 1787 | 1859 |                                                                                               |         |    |    |     |
|                                                                                 |    | P |   | Nathanael Friedrich von Köstlin, Oberkonsistorialrat sowie Prälat und Generalsuperintendent von Tübingen | 1776 | 1855 |                                                                                               |         |    |    |     |
|                                                                                 |    | P |   | Heinrich Kurtz, Glockengießer | 1779 | 1853 |                                                                                               |         | 3  | 16 |     |
|                                                                                 |    | P |   | Ludwig Mack, Foto von 2011 | 1799 | 1831 |                                                                                               | 806     |    |    | 170 |
|                                                                                 |    | P |   | Johannes Mährlen, Ökonom und Historiker | 1803 | 1871 |                                                                                               |         |    |    |     |
|                                                                                 |    | P |   | Wolfgang Menzel, Literaturkritiker e escritor | 1798 | 1873 |                                                                                               |         |    |    |     |
|                                                                                 |    |   | K | Caroline Friederike von Misani nascida Megerlin., Relief von Philipp Jakob Scheffauer, Foto vor 1913 | 1780 | 1818 |                                                                                               | 658     |    |    | 87  |
|                                                                                 |    | P |   | Johann Gotthard von Müller, Kupferstecher | 1747 | 1830 |                                                                                               |         | 19 | 38 |     |
|                                                                                 |    |   | K | Johann Friedrich Albrecht Constantin von Neurath, badischer Hofgerichtspräsident, fotografia ca. 1913 | 1739 | 1816 |                                                                                               | 947     |    |    | 153 |
|                                                                                 |    | P |   | Johann Gottfried Pahl, Publizist, escritor und Politiker | 1768 | 1839 |                                                                                               |         |    |    |     |
|                                                                                 |    | P |   | Ernst Ezechiel Pfeiffer, Geheimer Hofrat und Stifter | 1831 | 1904 |                                                                                               |         |    |    |     |
|                                                                                 |    | P |   | Emilie Auguste Pistorius nascida Feuerlein, Schwester von Willibald Feuerlein, Schwiegermutter Ludwig Uhlands | 1776 | 1816 |                                                                                               |         | 25 | 32 |     |
|                                                                                 |    | P |   | Theodor Plieninger, Medizinalrat | 1756 | 1840 |                                                                                               |         | 6  | 13 |     |
|                                                                                 |    | P |   | Gottlob Heinrich von Rapp, Hofbankdirektor, Schwager Johann Heinrich von Dannecker | 1761 | 1832 |                                                                                               |         | 23 | 34 |     |
| Ficheiro:Hoppenlaufriedhof, Anna Maria Helena Reinbeck nascida von Pallandt.jpg | 5a | P |   | Anna Maria Helena Reinbeck von Pallandt, erste Frau von Georg Reinbeck | 1762 | 1816 |                                                                                               |         |    |    | 75  |
|                                                                                 | 3b | P |   | Emilie Reinbeck nascida Hartmann, Malerin, zweite Frau von Georg Reinbeck. Grabmal esquerda: Georg Reinbeck, Grabmal Mitte: August von Hartmann, Mariette Hartmann nascida Dannenberger, Julie Hartmann, Grabmal direita: Emilie Reinbeck | 1794 | 1846 |                                                                                               |         | 31 | 26 | 104 |
|                                                                                 | 3b | P |   | Georg Reinbeck, escritor, Germanist und Pädagoge. Grabmal esquerda: Georg Reinbeck, Grabmal Mitte: August von Hartmann, Mariette Hartmann nascida Dannenberger, Julie Hartmann, Grabmal direita: Emilie Reinbeck                          | 1766 | 1849 |                                                                                               |         | 31 | 26 | 104 |
|                                                                                 |    | P |   | Wilhelm Graf von Reischach, major-general | 1815 | 1872 |                                                                                               |         | 17 | 3  |     |
|                                                                                 |    |   | K | Johanna Friederike Renner. | 1791 | 1806 |                                                                                               |         |    |    | 126 |
|                                                                                 |    |   | K | Johanna Friederike Renner, imagem antes de 1907. | 1791 | 1806 |                                                                                               |         |    |    | 126 |
|                                                                                 |    |   | K | Immanuel von Rieger, na imagem centro e direita, fotografia ca. 1913 | 1727 | 1798 |                                                                                               | 752/766 |    |    | 63  |
|                                                                                 |    |   | K | Charlotte von Roeder nascida Freiin von Hopfer, fotografia ca. 1913 | 1761 | 1825 |                                                                                               | 745     |    |    | 61  |
|                                                                                 |    | P |   | Friedrich von Römer, liberaler deutscher Politiker | 1794 | 1864 |                                                                                               |         | 7  | 12 |     |
|                                                                                 |    |   |   | Karl Schauffele, Freiwilliger im 7. Infanterieregiment | 1847 | 1870 |                                                                                               |         | 13 | 6  |     |
|                                                                                 |    |   | K | Louise Schaul, fotografia ca. 1913 |      | 1824 |                                                                                               | 918     |    |    | 74  |
|                                                                                 |    |   | K | Karoline Scheffauer nascida Heigelin, Grabmal von Antonio Isopi, esboço anterior a 1890 | 1768 | 1808 |                                                                                               | 689     |    |    | 57  |
|                                                                                 |    |   | K | Johann Georg Graf von Scheler. | 1770 | 1826 | Nikolaus Friedrich von Thouret                                                                | 491     |    |    | 54  |
|                                                                                 |    |   | K | Johann Georg Graf von Scheler, Aquarell von Christian Septimus von Martens, 1829 | 1770 | 1826 | Nikolaus Friedrich von Thouret                                                                | 491     |    |    | 54  |
|                                                                                 |    | P | K | Gottliebin Marie Schelling nascida Cleß, Mutter des Philosophen Friedrich Wilhelm Joseph von Schelling, Witwe des Prälaten Schelling in Maulbronn                                                                                         | 1746 | 1818 |                                                                                               |         | 32 | 25 | 35  |
|                                                                                 |    | P |   | Johannes von Schlayer, jurista, Landtagsabgeordneter, Beamter, leitender Minister | 1792 | 1860 |                                                                                               |         |    |    |     |
|                                                                                 |    | P |   | Christian Friedrich Daniel Schubart, poeta e Musiker | 1739 | 1791 |                                                                                               |         | 2  | 17 |     |
|                                                                                 |    | P |   | Theodor Friedrich von Schubert, kaiserlicher russischer general der Infanterie | 1789 | 1865 |                                                                                               |         | 18 | 39 |     |
|                                                                                 |    | P | K | Gustav Schwab, escritor | 1792 | 1850 |                                                                                               |         | 12 | 8  | 295 |
|                                                                                 |    |   | K | von Scipio (esquerda), fotografia ca. 1913 |      | 1812 |                                                                                               |         |    |    | 63  |
|                                                                                 |    | P | K | Johann Daniel Sick, Weinhändler | 1733 | 1801 |                                                                                               | 575     | 9  | 10 | 144 |
|                                                                                 |    | P | K | Johann Daniel Sick, Weinhändler, fotografia ca. 1913 | 1733 | 1801 |                                                                                               | 575     | 9  | 10 | 144 |
|                                                                                 |    | P | K | Johann Daniel Sick, Weinhändler, esboço anterior a 1890 | 1733 | 1801 |                                                                                               | 575     | 9  | 10 | 144 |
|                                                                                 |    | P |   | Lorenz Silber, Küferobermeister | 1760 | 1813 |                                                                                               |         | 24 | 33 |     |
|                                                                                 |    |   | K | Christiane Friederike Spittler, Tochter von Ludwig Timotheus Spittler. | 1776 | 1791 | Johann Heinrich von Dannecker, Hochrelief einer stehenden Trauernden                          | 251     |    |    | 106 |
|                                                                                 |    |   | K | Christiane Friederike Spittler, Tochter von Ludwig Timotheus Spittler, fotografia ca. 1913 | 1776 | 1791 | Johann Heinrich von Dannecker, Hochrelief einer stehenden Trauernden                          | 251     |    |    | 106 |
|                                                                                 |    |   | K | Christiane Friederike Spittler, Tochter von Ludwig Timotheus Spittler, Modell des Reliefs, Foto vor 1913, fotografia ca. 1913 | 1776 | 1791 | Johann Heinrich von Dannecker, Hochrelief einer stehenden Trauernden                          | 251     |    |    | 106 |
|                                                                                 |    | P |   | Gottlob Christian Storr, evangelischer Theologe | 1746 | 1805 |                                                                                               | 507     | 29 | 28 | 40  |
|                                                                                 |    | P | K | Johann Christian von Storr, Stiftsprediger, heute im Städtischen Lapidarium Stuttgart | 1712 | 1773 |                                                                                               | 804     | 39 | 1  | 178 |
|                                                                                 |    | P | K | Johann Christian von Storr, Stiftsprediger, fotografia ca. 1913 | 1712 | 1773 |                                                                                               | 804     | 39 | 1  | 178 |
|                                                                                 |    | P | K | Johann Christian von Storr, evangelischer Theologe, esboço anterior a 1890 | 1712 | 1773 |                                                                                               | 804     | 39 | 1  | 178 |
|                                                                                 |    | P | K | Graf Erich von Taube | 1849 | 1870 |                                                                                               | 356     |    |    | 25  |
|                                                                                 |    | P | K | Graf Axel von Taube | 1851 | 1870 |                                                                                               | 356     |    |    | 25  |
|                                                                                 |    |   | K | Gottlob Ernst Teichmann, Oberpost-Stallmeister und Gastgeber zum Waldhorn, fotografia ca. 1913 | 1785 | 1827 |                                                                                               | 258     |    |    | 112 |
|                                                                                 |    | P | K | Joseph von Theobald, württembergischer Generalquartiermeister | 1772 | 1837 |                                                                                               | 646     |    |    | 86  |
|                                                                                 |    | P |   | Carl Leonard von Uber, württembergischer Landbaumeister | 1768 | 1834 |                                                                                               |         |    |    |     |
|                                                                                 |    | P | K | Eberhard Georg Friedrich von Wächter, Historienmaler, fotografia ca. 1913 | 1762 | 1852 |                                                                                               |         | 20 | 37 | 157 |
|                                                                                 |    | P |   | Michael Wagner, geistlicher Stadtwerkmeister | 1617 | 1683 |                                                                                               |         | 38 | 19 |     |
|                                                                                 |    |   | K | Friedrich Walz, jurista, fotografia ca. 1913 | 1794 | 1842 |                                                                                               | 1149    |    |    | 293 |
|                                                                                 |    |   | K | Georg Philipp Weiß, Bäckermeister | 1741 | 1822 |                                                                                               |         |    |    | 118 |
|                                                                                 |    | P |   | Ludwig von Zanth, arquiteto | 1796 | 1857 |                                                                                               | 317     |    |    | 199 |
|                                                                                 |    | P |   | Ferdinand Graf von Zeppelin, Hofmarschall, tio do construtor de dirigíveis Ferdinand Graf von Zeppelin | 1811 | 1863 |                                                                                               |         | 21 | 36 |     |
|                                                                                 |    | P | K | Emilie Zumsteeg, cantora, maestrina e compositora | 1796 | 1857 |                                                                                               | 515     | 30 | 27 | 199 |

## Cemitério Israelita
O cemitério israelita foi aberto em 1834 e fechado em 1882. Das Rechteck des Friedhofs nimmt nur einen kleinen Teil der Gesamtfläche des Hoppenlaufriedhofs ein und grenzt heute mit seiner südwestlichen Schmalseite dicht an das Hotel Maritim und mit seiner südöstlichen Längsseite dicht an die Alte Reithalle, die beiden anderen Seiten grenzen an den Allgemeinen Friedhof. Der Friedhof wird von einer niedrigen Umfassungsmauer umfriedet. Früher war der Haupteingang durch ein schmiedeeisernes Tor versperrt. Das Tor wurde entfernt, und der Friedhof ist jetzt frei zugänglich. Nur ein unscheinbarer vermooster Liegestein beim Haupteingang weist darauf hin, dass dieser Teil des Friedhofs der Israelitische Friedhof ist. Ein Nebeneingang ist mit einer schmiedeeisernen Tür versehen, die ebenfalls offen ist.

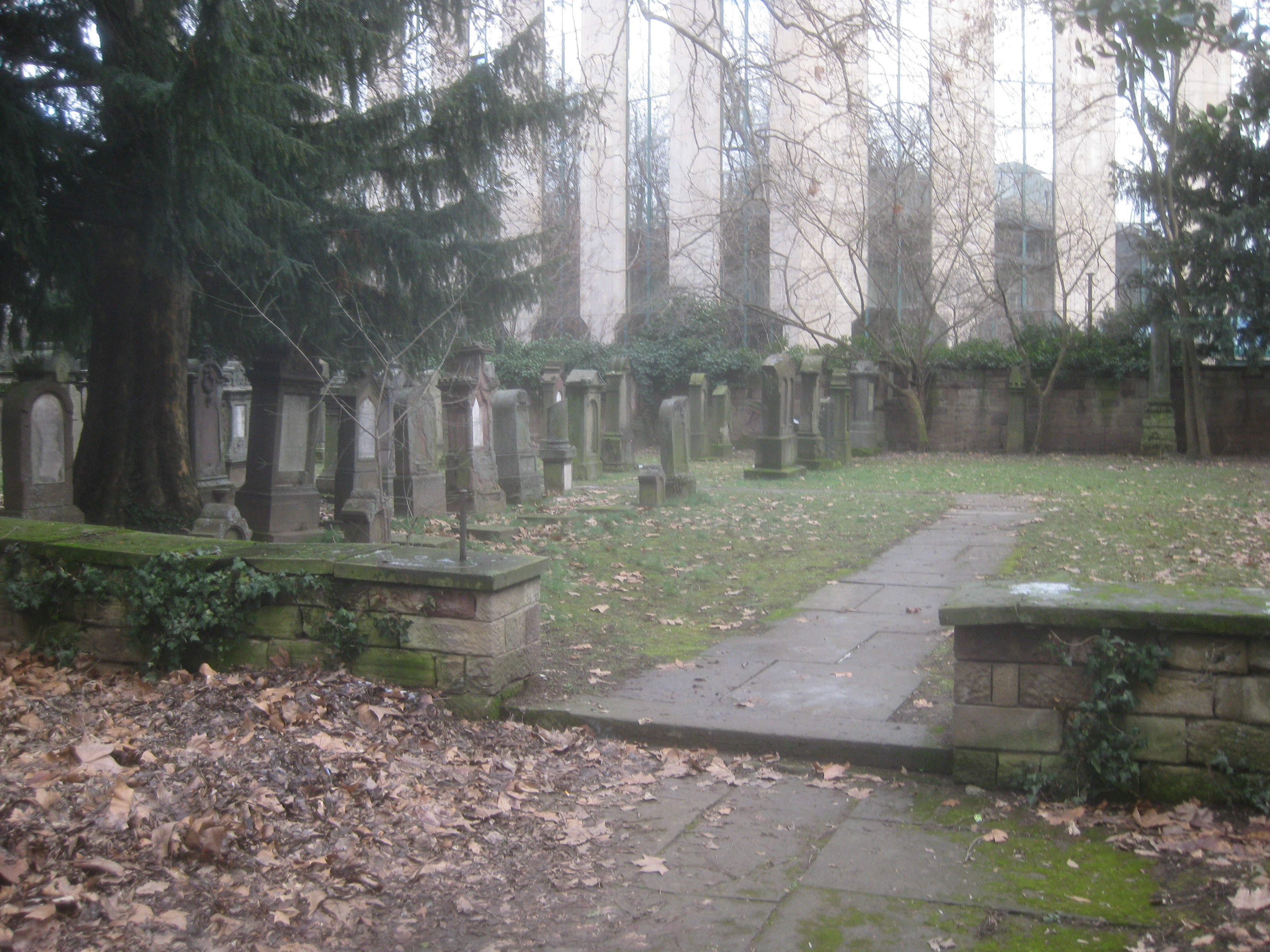
Haupteingang des Friedhofs, im Hintergrund eine Außenfassade des hochaufragenden Hotels Maritim
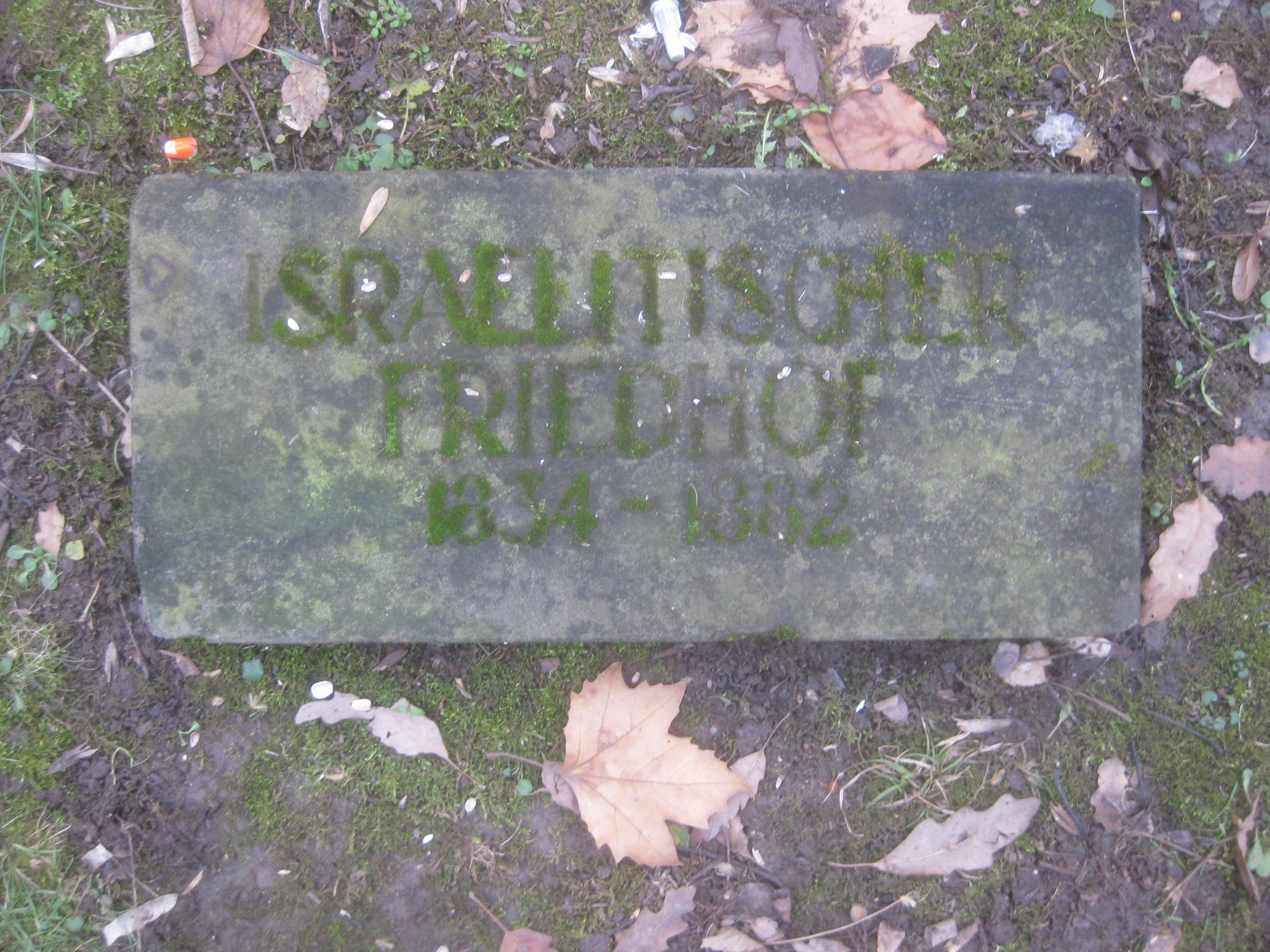
Liegestein beim Eingang mit der Inschrift: „Israelitischer Friedhof 1834–1882“
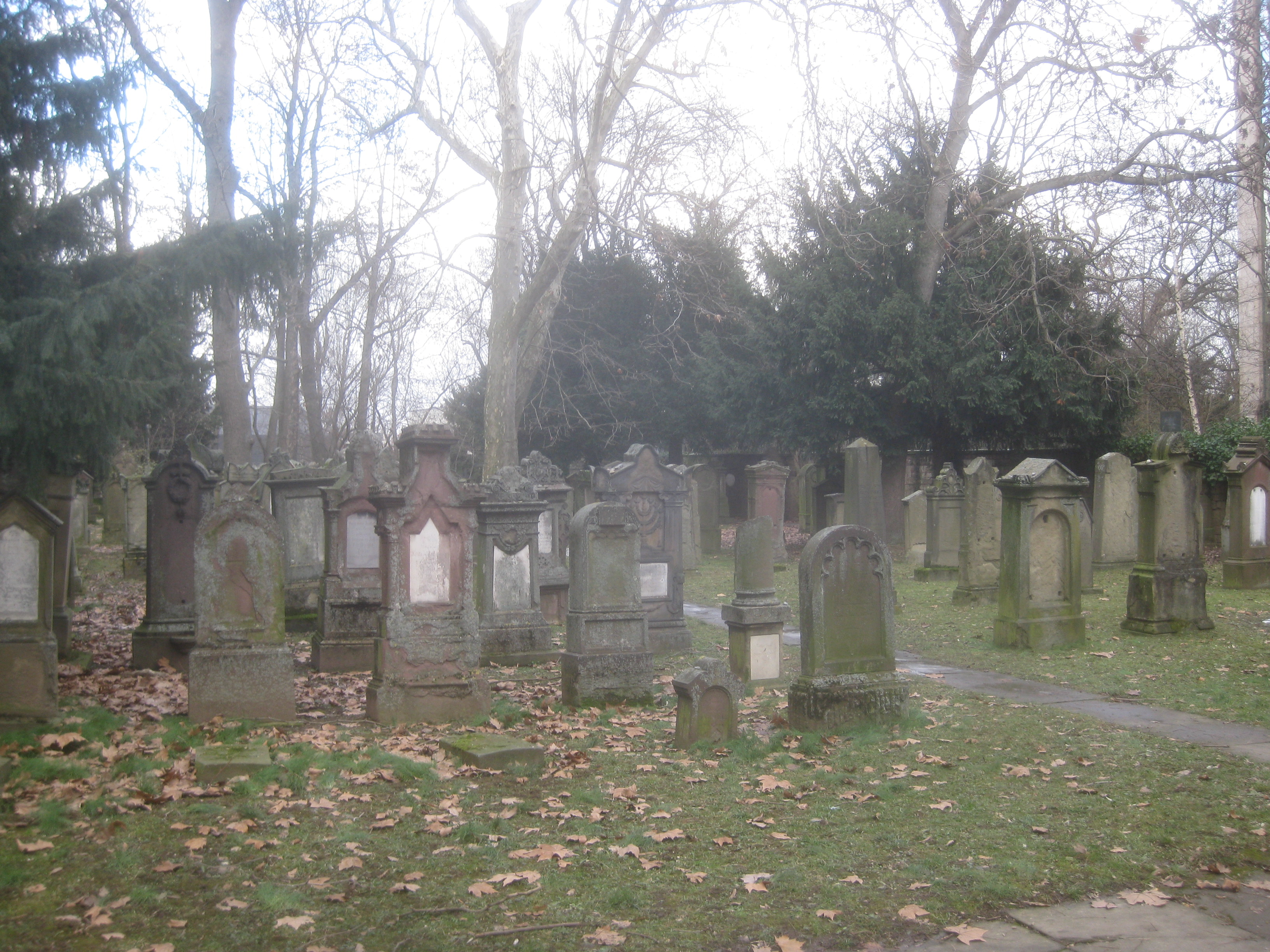
Blick vom Eingang
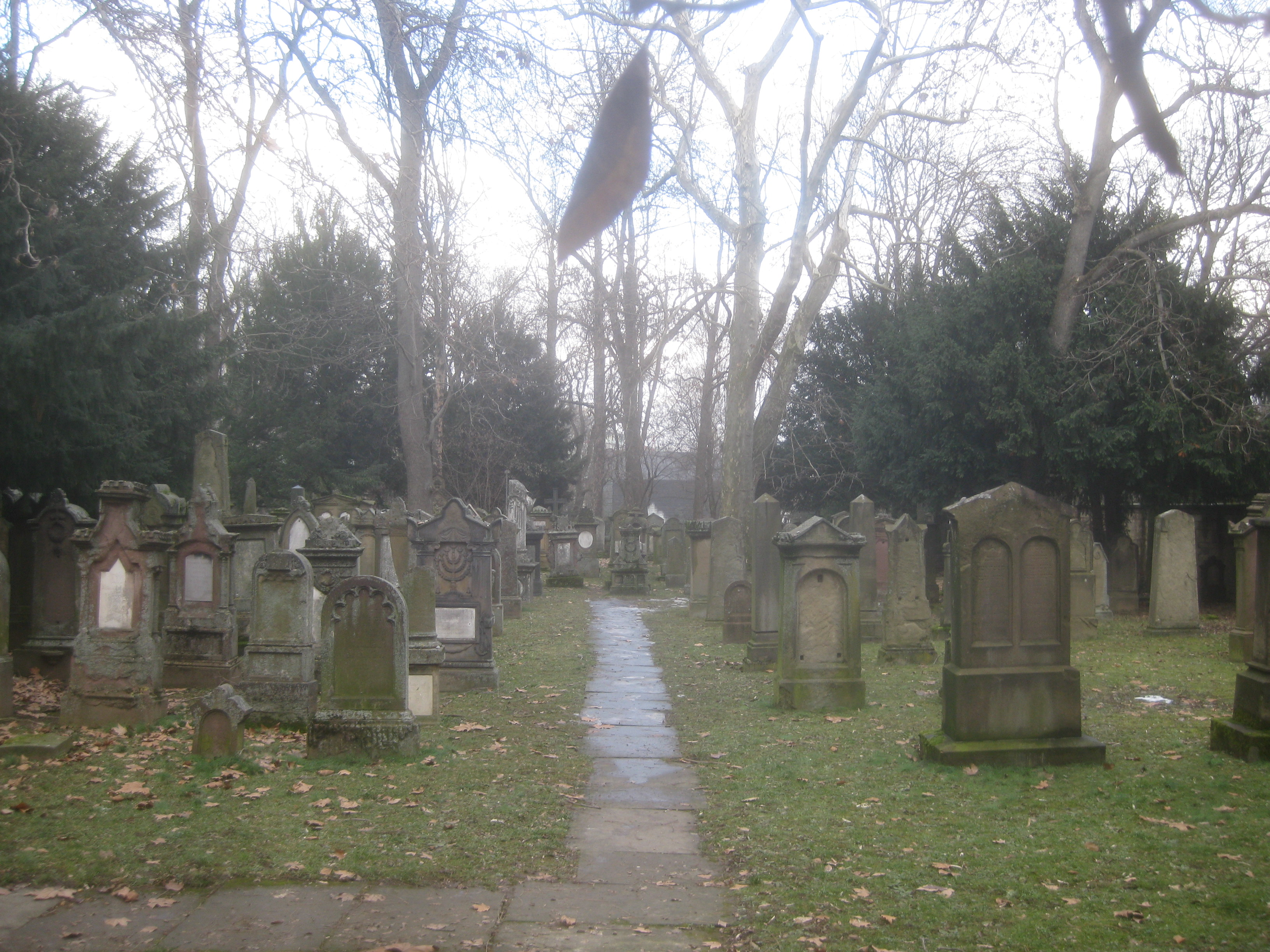
Blick zum Mittelweg
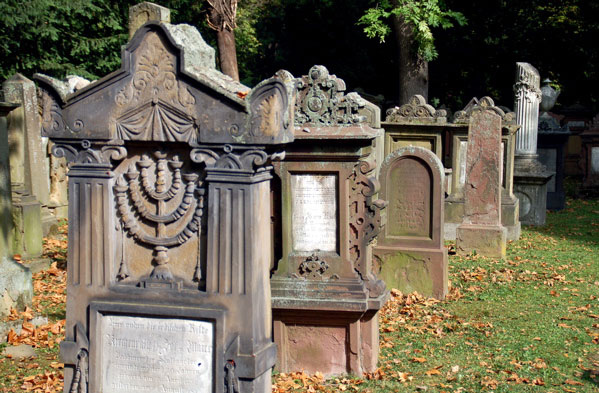
Einzelne Gräber